# Kuzinellus hansherreni
Kuzinellus hansherreni är en spindeldjursart som beskrevs av Moraes, Zannou och Oliveira 2008. Kuzinellus hansherreni ingår i släktet Kuzinellus och familjen Phytoseiidae. Inga underarter finns listade i Catalogue of Life.